# Teodoro Ardemans
Teodoro Ardemans – hiszpański malarz barokowy, rytownik, architekt i autor traktatów. Jego nauczycielem był malarz Antonio de Pereda. Był architektem Pałacu Królewskiego w La Granja de San Ildefonso.